# Horia Colibășanu
Horia Colibășanu (n. 4 ianuarie 1977, Timișoara, România) este un alpinist și medic stomatolog, primul român care a ajuns pe vârfurile K2 (8.611 m), Kangchenjunga (8.586 metri), Manaslu (8.163 m), Dhaulagiri (8.167 m) și Annapurna (8.091 m).